# Grigny (Rodan)

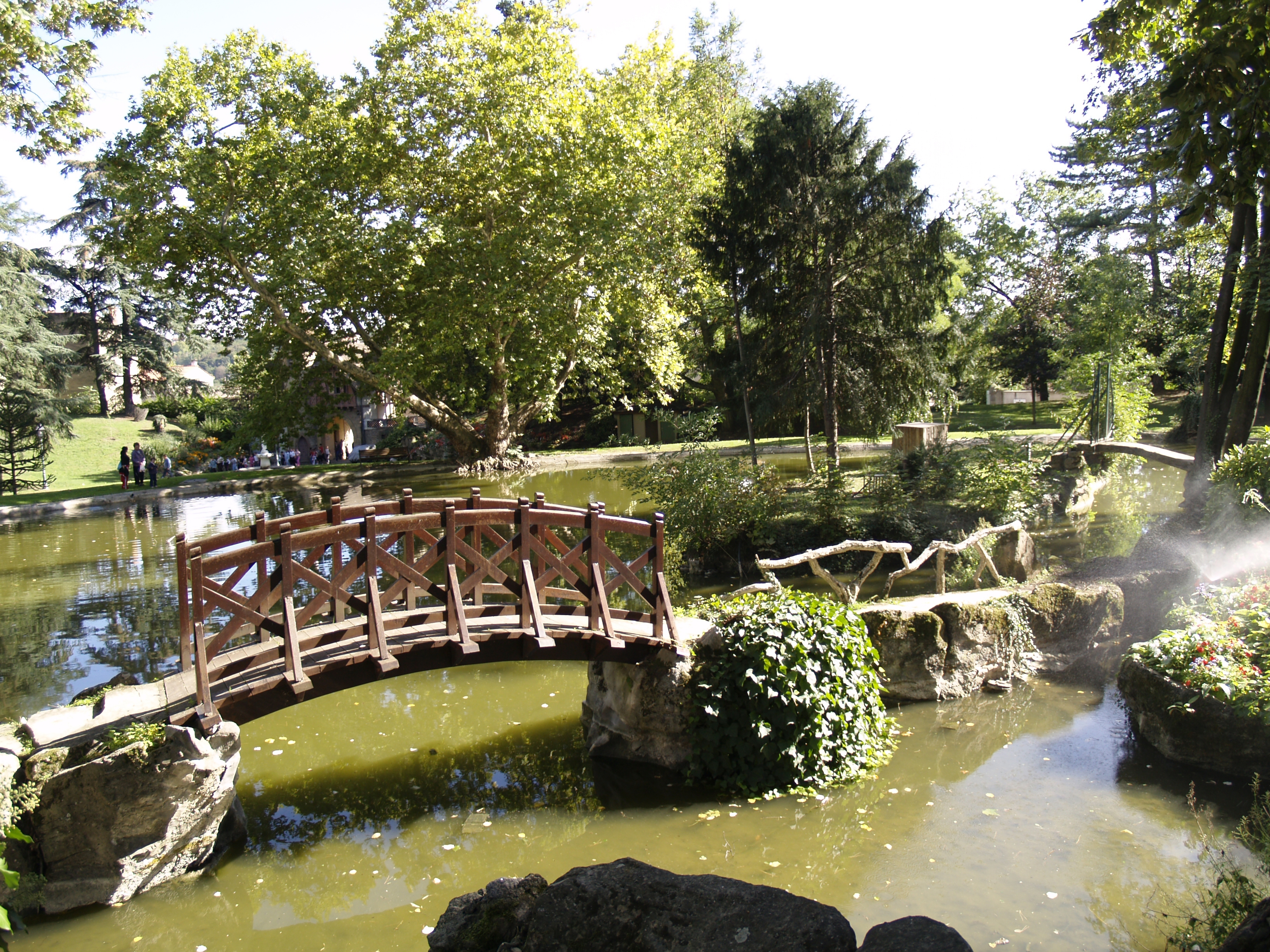
Park dworski w Grigny, 2011

Grigny – miejscowość i gmina we Francji, w regionie Owernia-Rodan-Alpy, w departamencie Rodan.
Według danych na rok 1990 gminę zamieszkiwało 7498 osób, a gęstość zaludnienia wynosiła 1304 osób/km² (wśród 2880 gmin regionu Rodan-Alpy Grigny plasuje się na 103. miejscu pod względem liczby ludności, natomiast pod względem powierzchni na miejscu 1454.).